# Lake Berryessa
Der Lake Berryessa ist ein Stausee in Napa County im US-Bundesstaat Kalifornien. Der See wurde nach den ersten europäischen Siedlern im Tal der Berryessa, José Jesús und Sexto Sisto Berrelleza, benannt, die im Jahre 1843 die Rancho Las Putas besiedelten. Aufgestaut wird der Stausee durch die Talsperre Monticello.
Er hat ein Einzugsgebiet von 1490 km² und eine Fläche von 84 km², die sich auf eine Länge von 24,9 Kilometer sowie eine Breite von 4,8 Kilometer verteilt. Die tiefste Stelle des Sees beträgt etwa 84 Meter.

## „Morning Glory Spillway“

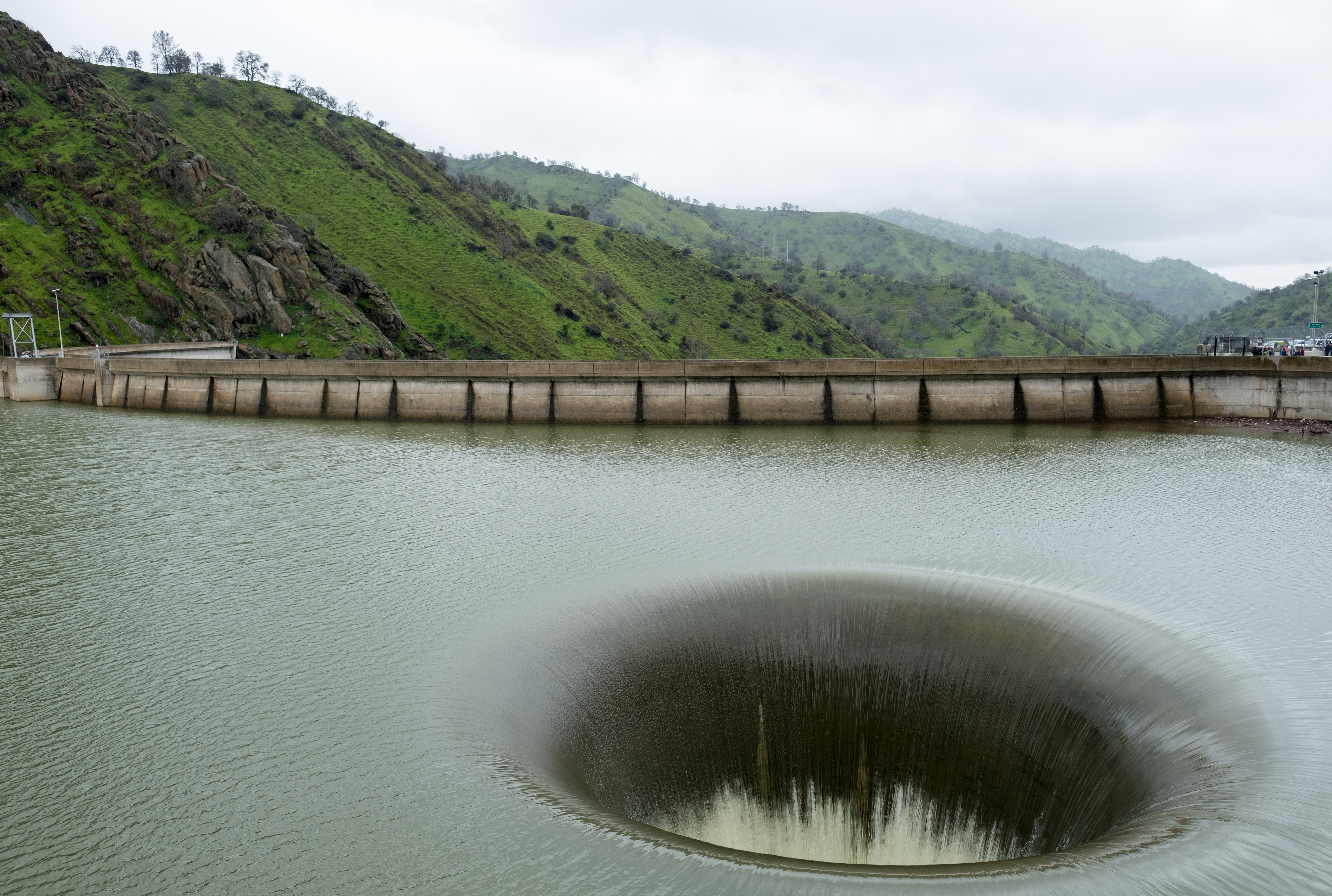
Überfalltrichter

Große Bekanntheit erlangte der Überfalltrichter, der sich auf der Wasserseite der Staumauer befindet und als weltweit größtes Bauwerk dieser Bauart gilt. Er ist bekannt als Morning Glory Spillway, Glory Hole oder Bottomless Pit und dient als Hochwasserentlastungsanlage: Ist das Stauziel erreicht, verhindert er, dass ein weiteres Ansteigen des Seepegels die Staumauer überhöhtem Wasserdruck aussetzen würde. Überdies unterbindet er, dass das Wasser über die Staumauer hinwegfließt. Mögliche damit einhergehende Beschädigungen der Staumauer – oder schlimmstenfalls gar ein Totalversagen – werden somit vermieden.
Sein größter Durchmesser an der Wasseroberfläche beträgt 22 Meter und verjüngt sich auf 8,50 Meter. Der Schacht fällt etwa 60 Meter vertikal in die Tiefe, ehe er weitere 155 Meter zum Fuße der Staumauer verläuft, wo er in ein Tosbecken mündet. Der riesige Trichter ist in der Lage, 1370 Kubikmeter Wasser pro Sekunde aufzunehmen. Dabei entsteht ein Sog, dem selbst die besten Schwimmer nicht entkommen können. 1997 schwamm die 41-jährige Emily Schwalen zu nahe an das Glory Hole heran. Laut Augenzeugen gelang es ihr noch rund 20 Minuten, sich am Rande des Trichters festzuhalten, ehe sie in die Tiefe gerissen und getötet wurde.
Das Überlaufsystem ist in der Skater-Szene bekannt. Wenn bei niedrigem Wasserstand im Stausee kein Wasser durch das Rohr schießt, nutzen die Skater die horizontale Austrittsöffnung und die nicht zu steilen Teile der Röhre dazwischen als Halfpipe.